# Die klugen und die törichten Jungfrauen (Cornelius)
Die klugen und die törichten Jungfrauen ist ein Gemälde von Peter von Cornelius, der der Kunstrichtung der Nazarener zugerechnet wird. Gegenstand des Gemäldes ist das neutestamentliche Gleichnis von den klugen und törichten Jungfrauen. Das im Zeitraum 1813 bis 1819 entstandene Gemälde, das auf der linken Bildseite unvollendet blieb, wurde 1861 vom Kunstmuseum Düsseldorf erworben, wo es sich bis heute befindet.

## Das Gleichnis
Die im Matthäusevangelium wiedergegebene Parabel befasst sich mit der Vorbereitung auf das Reich Gottes, die den entscheidenden Ausschlag zwischen Erwählung und Verdammnis gibt.

„Dann wird es mit dem Himmelreich sein wie mit zehn Jungfrauen, die ihre Lampen nahmen und dem Bräutigam entgegengingen. Fünf von ihnen waren töricht und fünf waren klug. Die törichten nahmen ihre Lampen mit, aber kein Öl, die klugen aber nahmen außer den Lampen noch Öl in Krügen mit. Als nun der Bräutigam lange nicht kam, wurden sie alle müde und schliefen ein. Mitten in der Nacht aber hörte man plötzlich laute Rufe: Der Bräutigam kommt! Geht ihm entgegen! Da standen die Jungfrauen alle auf und machten ihre Lampen zurecht. Die törichten aber sagten zu den klugen: Gebt uns von eurem Öl, sonst gehen unsere Lampen aus. Die klugen erwiderten ihnen: Dann reicht es weder für uns noch für euch; geht doch zu den Händlern und kauft, was ihr braucht. Während sie noch unterwegs waren, um das Öl zu kaufen, kam der Bräutigam; die Jungfrauen, die bereit waren, gingen mit ihm in den Hochzeitssaal und die Tür wurde zugeschlossen. Später kamen auch die anderen Jungfrauen und riefen: Herr, Herr, mach uns auf! Er aber antwortete ihnen: Amen, ich sage euch: Ich kenne euch nicht. Seid also wachsam! Denn ihr wisst weder den Tag noch die Stunde.(Mt 25,1-13 )“

## Bildinhalt

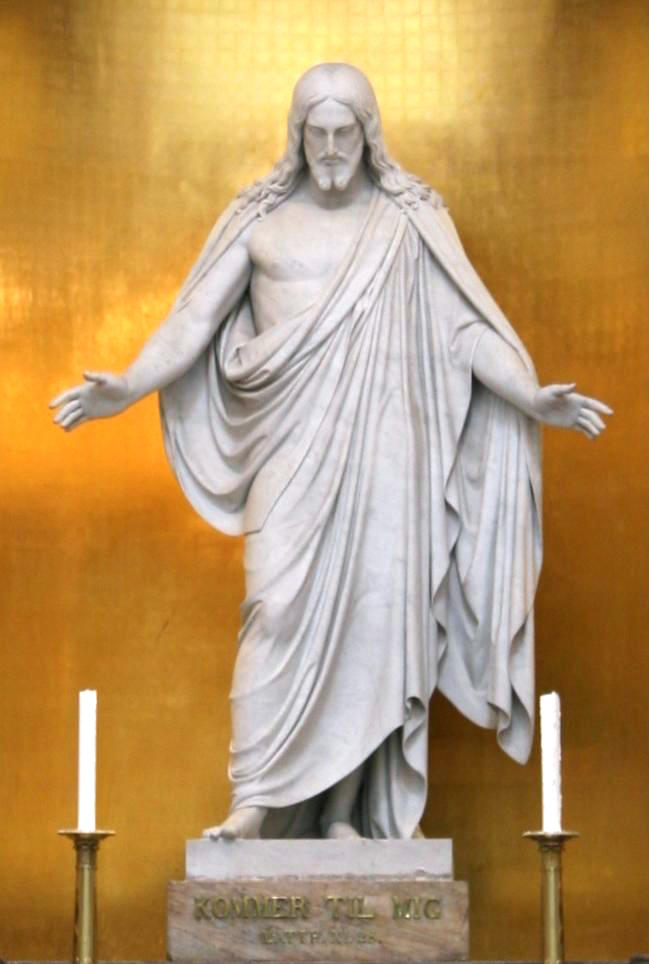
Bertel Thorvaldsen, Christus-Statue, Frauenkirche, Kopenhagen

Peter von Cornelius plante in den Jahren 1813 bis 1815, alle christlichen Parabeln in einem Gemäldezyklus darzustellen. Die ersten Vorzeichnungen zu dem Gemälde entstanden 1813 im italienischen Orvieto. Im Herbst desselben Jahres begann er in Florenz an der heute in Düsseldorf befindlichen Fassung zu arbeiten. Als Cornelius 1816 den Auftrag erhielt, die Fresken für die Casa Bartholdy zu malen, stockte die Arbeit an dem Gemälde. 1819 verließ Cornelius Rom in Richtung Deutschland. Das noch unvollendete Gemälde blieb im Studio von Joseph Anton Koch zurück.
Peter von Cornelius interpretiert die Parabel hier etwas frei. Matthäus berichtet zwar davon, dass Christus diese Parabel erzählt. Allerdings spielt er selber keine aktive Rolle darin. Hier ist er dagegen als der Bräutigam dargestellt, der auf einer Wolke aus dem Tor des Paradieses erscheint. Er ist umgeben von Engeln und Propheten des Neuen und Alten Testaments. Fünf, im Vordergrund dargestellte Frauen, sind auf seine Ankunft vorbereitet; ihre Lampen sind entzündet. Im halbdunklen Bildhintergrund sind die törichten Jungfrauen, die verzweifelt versuchen, noch Öl zu kaufen.

## Einordnung
Das Gemälde ist charakteristisch für die Kunstrichtung der Nazarener. Nazarenische Kunst ist eine romantisch-religiöse Kunstrichtung, die zu Beginn des 19. Jahrhunderts deutsche Künstler in Wien und Rom begründeten. Sie hatten sich zum Ziel gesetzt, die Kunst im Geist des Christentums zu erneuern, wobei ihnen alte italienische und deutsche Meister als Vorbilder dienten. Vertreter dieser Stilrichtung, die man als Nazarener bezeichnete, standen überwiegend dem Katholizismus nahe. Sie beeinflussten die Kunst der gesamten Romantik.
Der Einfluss des Manierismus ist auf dem Gemälde deutlich zu erkennen. Einige der Heiligen sowie einige der Jungfrauen sind nach Vorbildern von Raffael gemalt. Die Darstellung des Christus als der in der Parabel erwähnte Bräutigam erfolgt hier erstmals. Das Bild inspirierte Bertel Thorvaldsen, in dessen Besitz sich das Gemälde ab 1831 für einige Jahre befand, zu seiner in der Frauenkirche, Kopenhagen befindlichen Christus-Statue und beeinflusste auch das gleichnamige Gemälde Friedrich Wilhelm von Schadows, das in den Jahren 1838 bis 1848 entstand. Der Segnende Christus, ikonographisch seinerzeit eine Neuheit, zählte im 19. Jahrhundert zu den meistkopierten Statuen in Europa und war besonders beliebt auf Friedhöfen.
1891 hat die Erlöserkirche Bad Kissingen ein Glasfenster erhalten, das „Christusfenster im Chorraum“. Es wurde von der Mayer’schen kgl. Hofkunst Anstalt, MUENCHEN, angefertigt, das im Archiv der Firma vorhandene Lieferbuch vom Januar 1891 (Seite 143 unten) bestätigt die Anfertigung des Fensters „nach (einer Plastik von) Thorwaldsen“.
Es ist davon auszugehen, dass auch andere Kirchen solche Fenster erhalten haben.

## Belege

### Einzelbelege
1. ↑   The Metropolitan Museum of Art, S. 84.